# Kishōtenketsu
Kishōtenketsu (jap. 起承転結) bezeichnet eine rhetorische und erzählerische Struktur in japanischen Werken (Essays, wissenschaftliche Texte, Romane, Manga, Computerspielen und Filmen).
Seinen Ursprung hat sie in den Jueju, vierteiligen Gedichten der klassischen chinesischen Literatur. Im Chinesischen wird eine derartige Struktur qǐ chéng zhuǎn hé (chinesisch 起承轉合 / 起承转合) genannt.

## Beschreibung
Kishōtenketsu bezeichnet eine Struktur aus vier gedanklichen Abschnitten:
- Ki, die Einleitung als Darstellung des Themas,
- Shō, die Entwicklung zur Weiterführung des Themas,
- Ten, die Wende als überraschendes Element, das nur indirekt einen Bezug oder eine Verbindung mit dem Thema hat,
- Ketsu, der Schluss der alle Elemente zusammenführt und eine Schlussfolgerung zieht.

In der japanischen Rhetorik bedeutet dies, dass die Kernthese erst am Ende genannt wird, das Vorhaben des Redners verzögert dargestellt wird, zwischendurch Informationsstücke auftauchen, die nur lose mit dem allgemeinen Thema zu tun haben und das Schlusswort am Ende einer Kette von Aussagen steht, die nicht streng einer Richtung folgen. John Hinds bezeichnete dies als quasi-induktiven Diskurs.
Als narrative Struktur entspricht dies zuerst der Einführung der Figuren, Ort und Zeit der Handlung, dann die Entwicklung der Handlung, eine Wende in der die vorangegangenen Ereignisse in einem neuen Licht dargestellt werden und den Leser/Zuschauer seinen Blickwinkel überdenken lassen, sowie abschließend die Zusammenführung der einzelnen Handlungsfäden und Ideen in einem meist offenen Ende.

## Beispiel
Als einfaches Beispiel für die vier Phasen von Kishōtenketsu wird oft folgendes Volkslied (俗謡, zokuyō) von Rai San’yō gegeben:
| Kanji                | Transkription                       | Übersetzung                                                |
| -------------------- | ----------------------------------- | ---------------------------------------------------------- |
| 大阪本町糸屋の娘     | Ōsaka Honmachi itoya no musume      | In Honmachi in Ōsaka leben die Töchter eines Garnhändlers, |
| 姉は十六妹は十五     | ane wa jūroku, imōto wa jūgo.       | die Ältere ist 16, die Jüngere 15.                         |
| 諸国大名は弓矢で殺す | Shokoku daimyō wa yumiya de korosu. | Die Fürsten der Länder töten mit Pfeil und Bogen.          |
| 糸屋の娘は目で殺す   | Itoya no musume wa me de korosu.    | Die Töchter des Garnhändlers töten mit den Augen.          |

Im ersten Vers, Ki, werden zuerst die Töchter des Garnhändlers als Thema eingeführt und dann im zweiten Vers, Shō, Details über beide geliefert. Der dritte Vers, Ten, schweift dann in ein scheinbar themafremdes Gebiet ab. Der Schluss und die Kernaussage des Textes folgt dann in der vierten Strophe, Ketsu, die darstellt, dass die Töchter mit ihren Augen Männer verführen, gleich der Sitte der Fürsten, Menschen zu töten.